# Tío Pino (Santa Cruz de Tenerife)
Tío Pino es un barrio de la ciudad de Santa Cruz de Tenerife (Tenerife, Canarias, España), que se encuadra administrativamente dentro del distrito de Ofra-Costa Sur. 

## Historia
Este barrio fue construido por la Compañía Española de Petróleos S.A (CEPSA) en la década de 1960 para que residieran sus empleados y familiares. Está enclavado a pocos minutos del centro de Santa Cruz lindando al frente por la carretera del Rosario, al margen derecho por el barranco del Hierro y a la siniestra por el Camino del Hierro.

## Demografía
| 2004  | 2005  | 2006  | 2007  | 2008  | 2009  | 2010  |
| ----- | ----- | ----- | ----- | ----- | ----- | ----- |
| 1.280 | 1.280 | 1.379 | 1.363 | 1.345 | 1.332 | 1.319 |

## Edificios y lugares de interés
- Casa de Sixto Machado.[3]

## Transportes
En guagua queda conectado mediante las siguientes líneas de Titsa: 
| Línea | Trayecto                     | Recorrido | Frecuencia |
| ----- | ---------------------------- | --------- | ---------- |
| 908   | Intercambiador - Las Retamas | Recorrido | Varía      |

## Galería

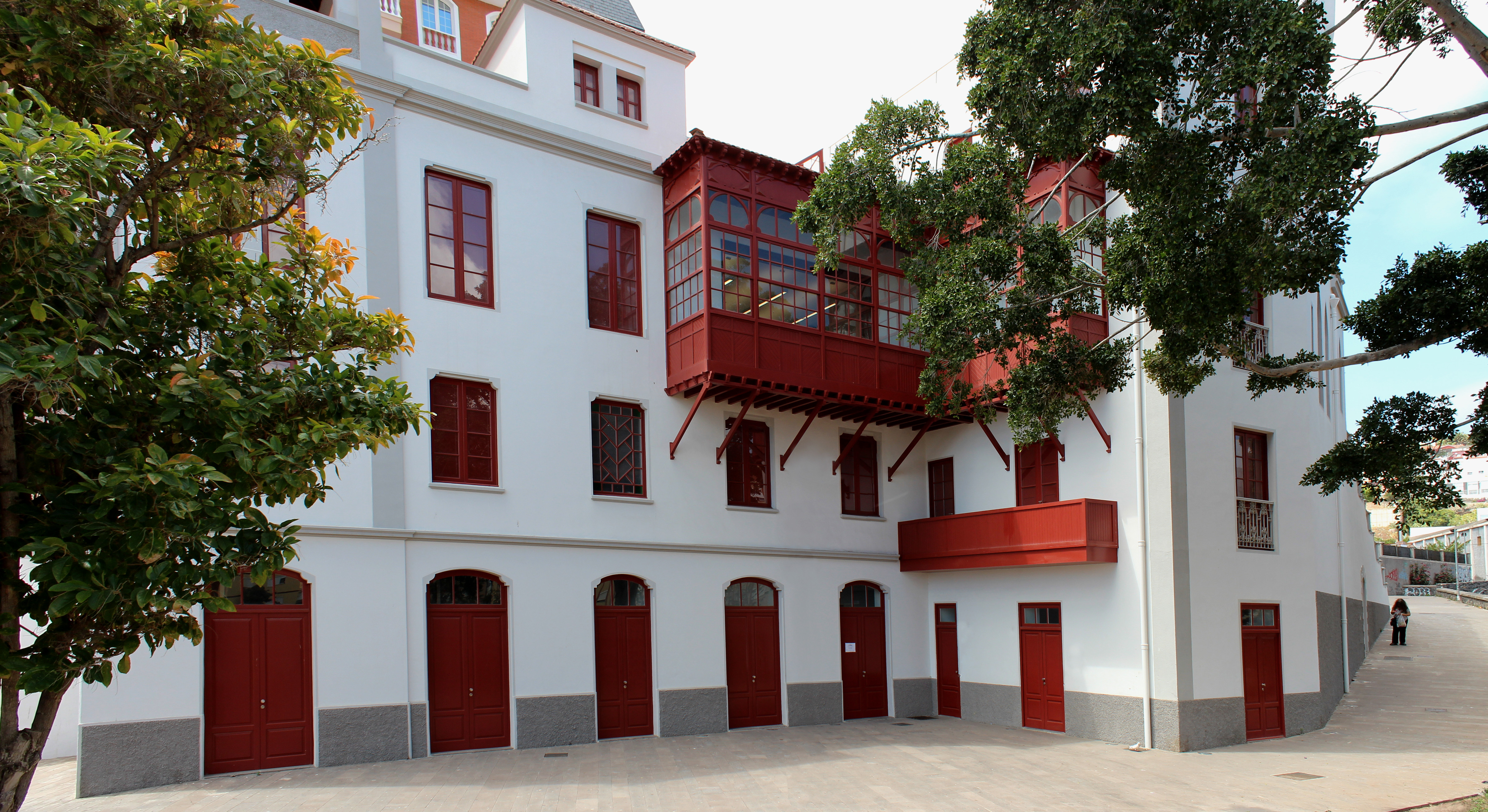
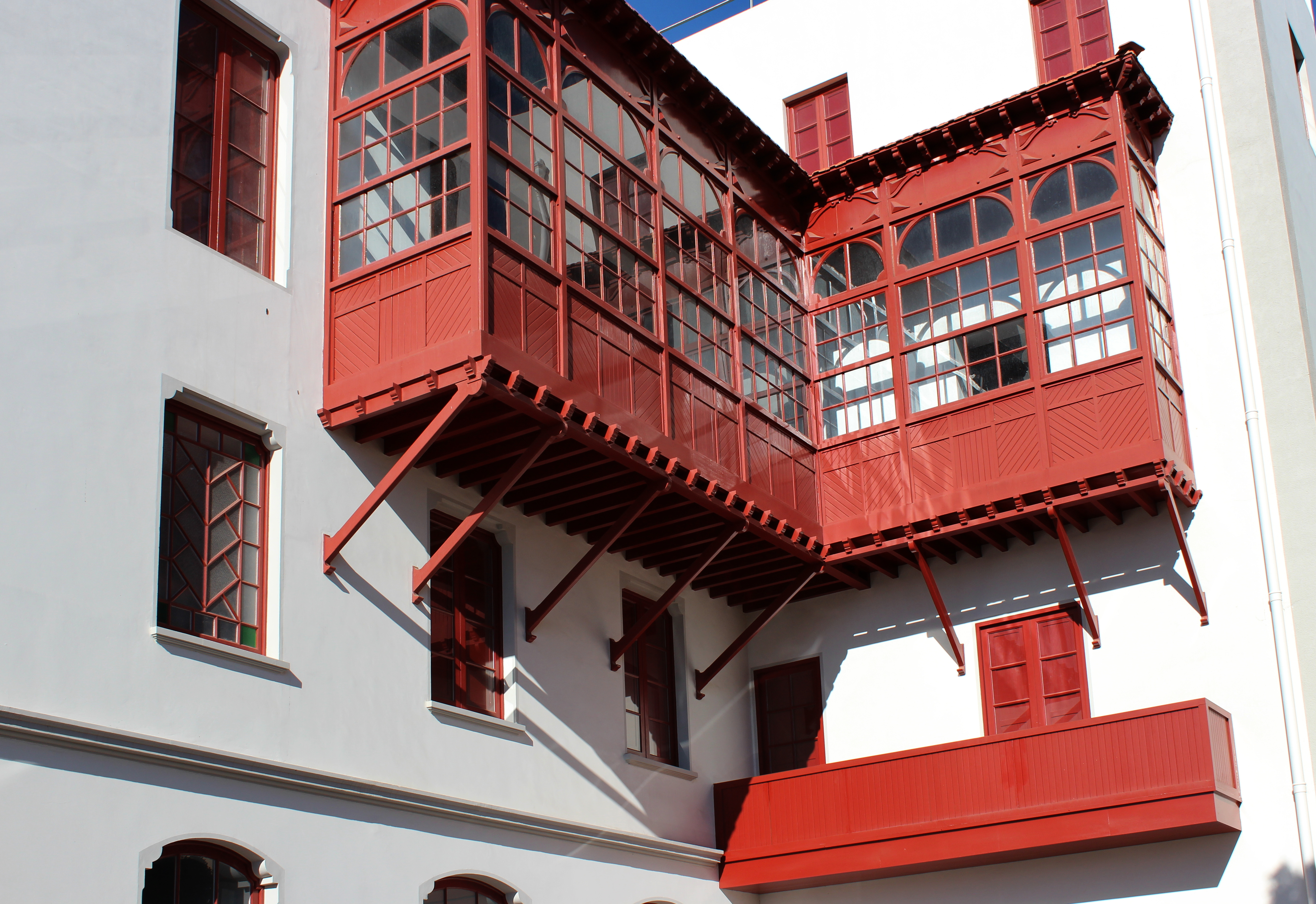
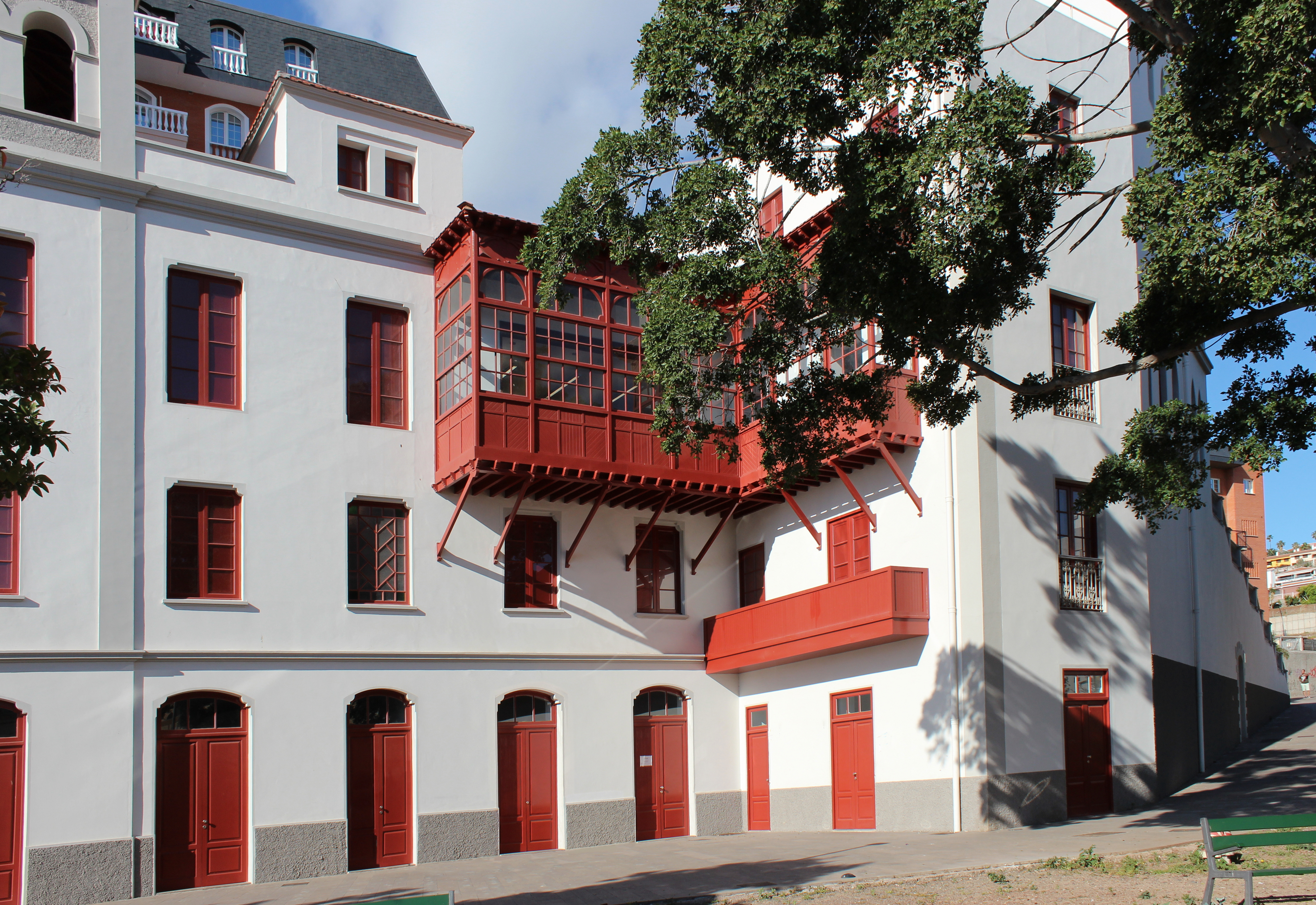
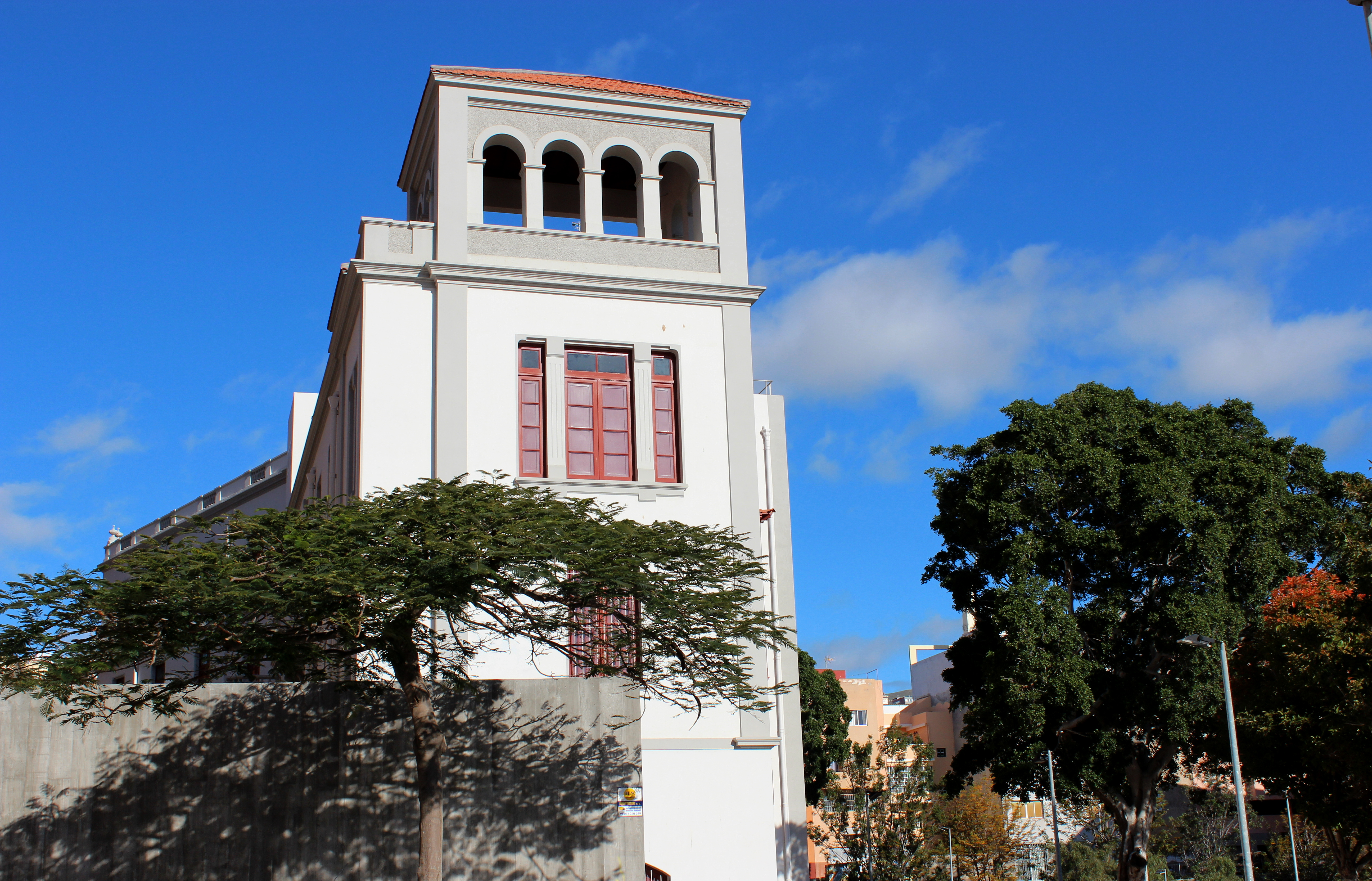
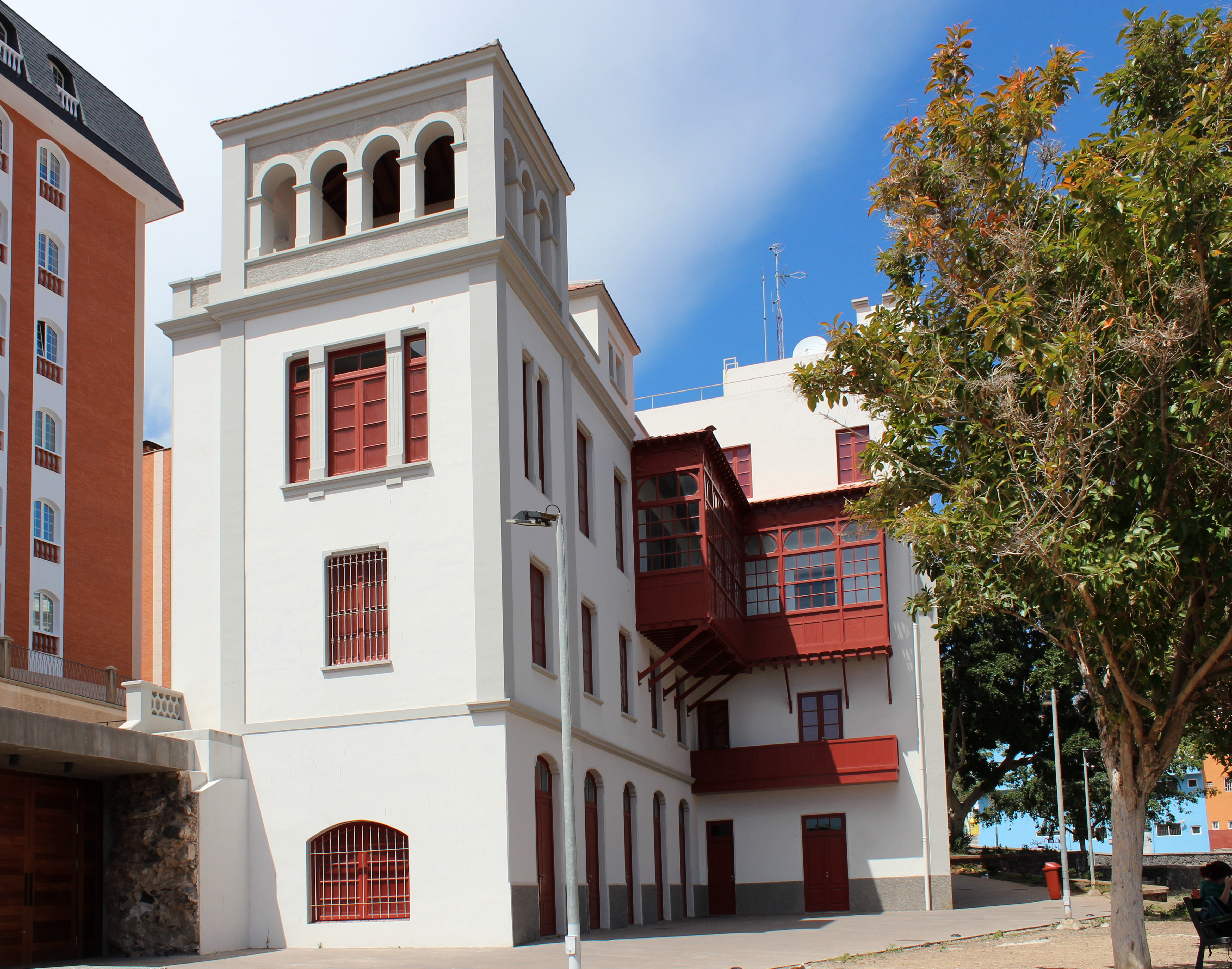
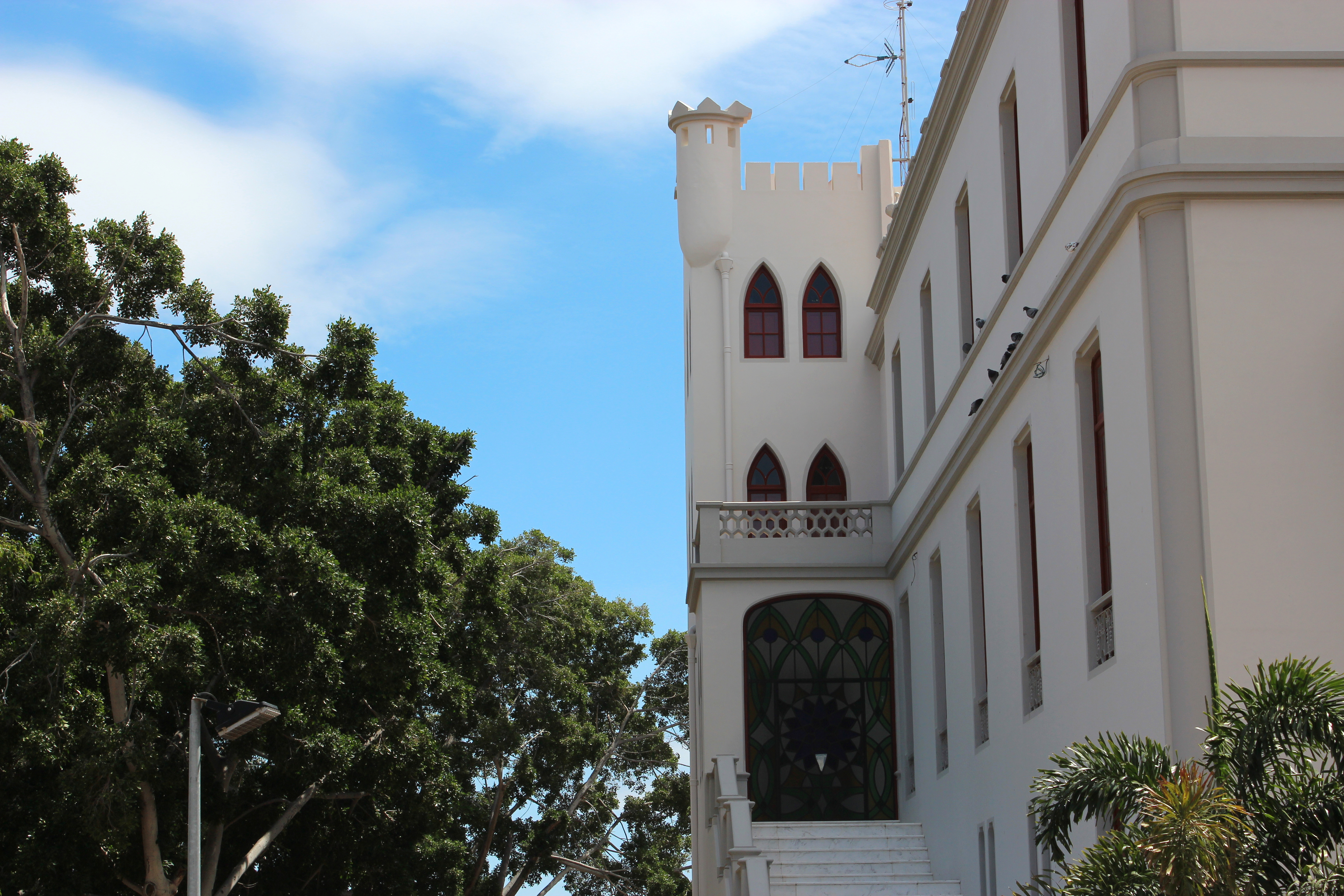
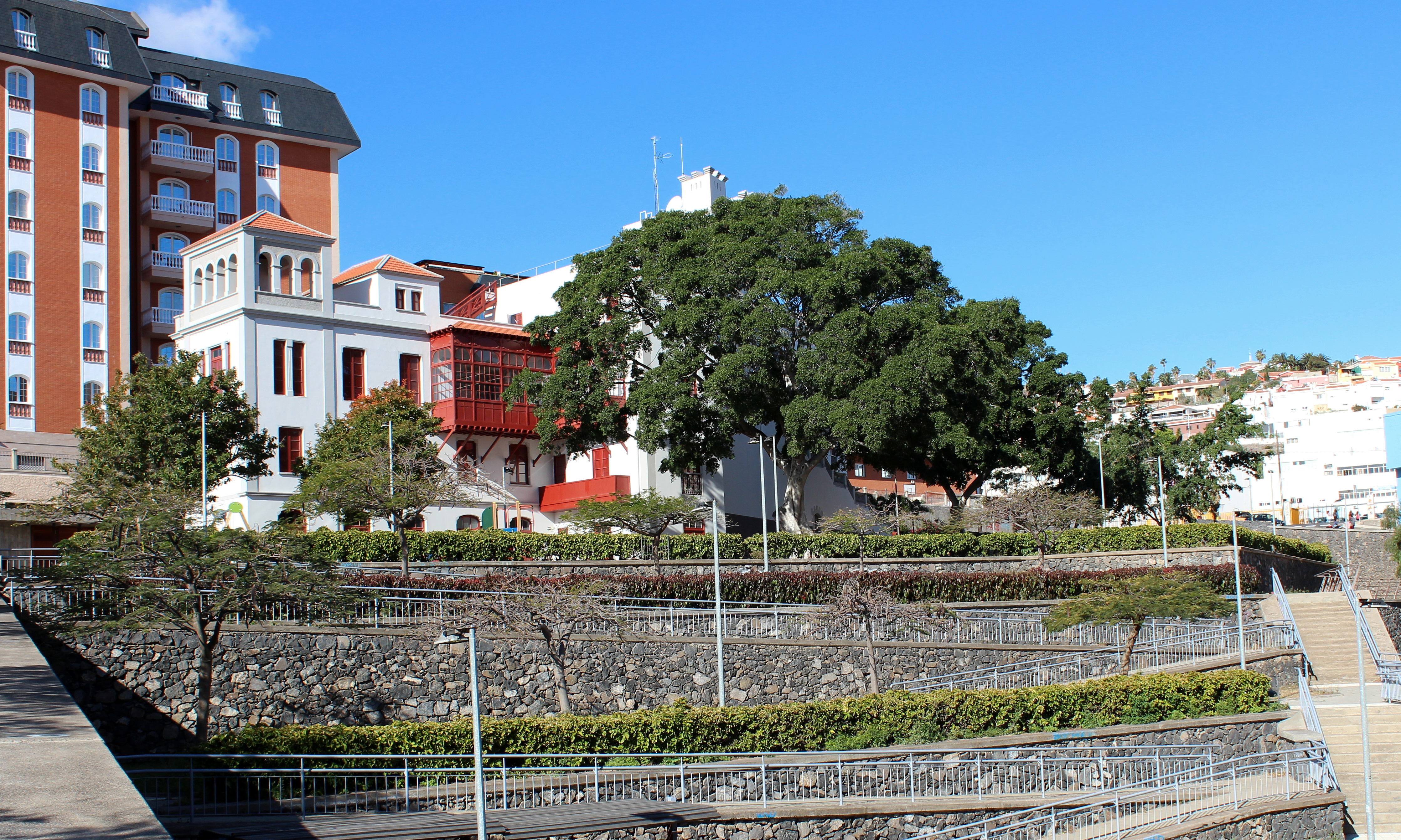